# Liste de personnalités liées à Guignicourt
Anciens habitants de Guignicourt honorés avec un nom de rue.
- Haut – A
- B
- C
- D
- E
- F
- G
- H
- I
- J
- K
- L
- M
- N
- O
- P
- Q
- R
- S
- T
- U
- V
- W
- X
- Y
- Z

## B
- Alfred Barbarre (parfois écrit Barbare) (1863-1935), diplômé ingénieur IDN en 1884, chimiste, directeur de la sucrerie de Guignicourt et président du comité central des Fabricants de Sucre de France, Président de l’Union Laonnoise des coopératives de reconstruction locale du Chemin des Dames de 1920 à 1935[2], conseiller général du canton de Neufchâtel-sur-Aisne de 1924 à 1935. Il a été également président de la fanfare de Guignicourt (Rue Alfred Barbarre).
- Louis Bertaux, maire de Guignicourt de 1953 à 1965 (Rue Louis Bertaux).
- Henri-Émile Bonieux (Émile-Henri Bonieux, souvent écrit Bonnieux dans les sites généalogiques) (1853-?) , médecin, maire de Guignicourt de 1921 à 1925 (Rue du Docteur Bonieux). Henri Bonieux est marié à Jeanne Julie Augustine Millet, la fille du peintre Jean-François Millet qui est passé souvent à Bonieux (Rue Jean-François Millet). Deux de ses fils sont morts pour la France: Jean Charles Bonieux (1889-1914) mort aux Éparges ; et Georges Henri Bonieux (1893-1914), mort à l'hospice de Virton à cause de blessures de guerre[3].
- Yvonne Bonieux (1887-1971), fille d'Henri Bonieux et petite-fille de Jean-François Millet, infirmière, a fait partie d’un réseau de résistants dans la région parisienne. Adjointe au maire d’Ivry-sur-Seine, infirmière à Guignicourt vers 1951, décorée de la Légion d’honneur, elle fait don de sa propriété à la commune, sur celle-ci est construit le centre social Yvonne Bonieux (Rue Yvonne Bonieux).

- Haut – A
- B
- C
- D
- E
- F
- G
- H
- I
- J
- K
- L
- M
- N
- O
- P
- Q
- R
- S
- T
- U
- V
- W
- X
- Y
- Z

## C
- Louis Hermann Chevallier (1885-1967), expert-géomètre ; il s'installe à Guignicourt en 1909. Capitaine de réserve, maire de Guignicourt de 1925 à 1929 puis de 1931 à 1944, il est l'ordonnateur du village né de la Reconstruction, de par sa profession et de ses fonctions de maire (Place Louis Herman Chevallier).
- Pierre Curtil (1892-1944), fait fonction de maire à Corbeny en 1940-1941, résistant, arrêté par la Gestapo en 1943, déporté à Buchenwald puis transféré à Mauthausen (Autriche). Il est porté disparu en mars 1944. Il est entrepreneur de déblaiement à Menneville puis à Corbeny, ensuite vigneron et négociant en vins à cet endroit, conseiller d'arrondissement de Laon en 1936. Il est très lié à Eugène Bérault qui sera maire de Guignicourt de 1944 à 1953.

- Haut – A
- B
- C
- D
- E
- F
- G
- H
- I
- J
- K
- L
- M
- N
- O
- P
- Q
- R
- S
- T
- U
- V
- W
- X
- Y
- Z

## D
- Gérard Dupont, dresseur de chevaux et meneur d'attelages, champion du monde d'attelage par équipe en 1996, champion de France d'attelage individuel en 1997 et 2003[4],[5]

- Haut – A
- B
- C
- D
- E
- F
- G
- H
- I
- J
- K
- L
- M
- N
- O
- P
- Q
- R
- S
- T
- U
- V
- W
- X
- Y
- Z

## G
- Jean Germain (1907-1964) artisan menuisier-charpentier-couvreur, conseiller municipal de 1953 à 1959.  Décédé en mai 1964 des suites d’un accident du travail. Par délibération du conseil municipal du 2 juillet 1969, il est décidé de donner son nom à l’ancienne rue de Bellevue : «... Ses grandes qualités morales lui avaient attiré l’estime de toute la population. » (Rue Jean Germain).
- Aubert de Guignicourt (Aubertus Clerici), né à Guignicourt, procureur à la cour pontificale d'Avignon au temps de Jean XXII, (première moitié du XIVe siècle) et fondateur en 1345 d'un collège à Soissons en faveur des membres de sa famille et de son bourg natal de Guignicourt, hospital de pouvres escoliers sous le vocable de Sainte-Catherine et sous la direction d'habitants de Guignicourt[6].

- Haut – A
- B
- C
- D
- E
- F
- G
- H
- I
- J
- K
- L
- M
- N
- O
- P
- Q
- R
- S
- T
- U
- V
- W
- X
- Y
- Z

## H
- Ernest Hug (1894-1931), architecte, il a dressé les plans de nombreuses maisons pendant la période de la Reconstruction (Rue Ernest Hug).

- Haut – A
- B
- C
- D
- E
- F
- G
- H
- I
- J
- K
- L
- M
- N
- O
- P
- Q
- R
- S
- T
- U
- V
- W
- X
- Y
- Z

## L
- Georges Lhotelain (1920-1945) maquisard dans le Vercors, il réussit à déjouer l’encerclement de l’armée allemande en juillet 1944. Se réfugie dans la vallée du Rhône et s’engage dans une compagnie de légionnaires de la 1re Armée « de Lattre ». Blessé à Colmar pendant l’hiver 1944-1945, il meurt au Champ d’Honneur en mai 1945 lors des combats de Karlsruhe contre les S.S., quelques jours seulement avant la victoire (Rue Georges Lhotelain).

- Haut – A
- B
- C
- D
- E
- F
- G
- H
- I
- J
- K
- L
- M
- N
- O
- P
- Q
- R
- S
- T
- U
- V
- W
- X
- Y
- Z

## N
- Charles de Nazelle (1924-1994), adjoint au maire de Guignicourt de 1953 à 1981. Il fut président du bureau d’aide sociale, président du Syndicat des Eaux et président de l’association paroissiale Saint-Pierre. Engagé volontaire lors de la Seconde Guerre Mondiale, cuirassier, tireur-radio sur un char de la 2e division blindée, il fut grièvement blessé au combat devant Strasbourg le 23 novembre 1944 (Rue Charles de Nazelle).
- Ehrard de Nazelle (1859-1916), Hérard-Henri Marquis du Cauzé de Nazelle, capitaine de réserve, maire de Guignicourt de 1900 à 1904 et de 1908 à 1914, reprend service en 1914, il est décédé en août 1916 à Fontainebleau des suites d’une maladie contractée au front (Rue Ehrard de Nazelle, anciennement rue Hézette jusqu'à la reconstruction). Son fils Charles (Marie-René-Hérard-Charles du Cauzé de Nazelle), lieutenant au 166e régiment d'infanterie est mort au champ d’honneur à Marchéville-en-Woëvre (anciennement Marchéville (Meuse)) le 20 mars 1915 à l’âge de 24 ans.

- Haut – A
- B
- C
- D
- E
- F
- G
- H
- I
- J
- K
- L
- M
- N
- O
- P
- Q
- R
- S
- T
- U
- V
- W
- X
- Y
- Z

## P
- Jeanne Porreaux (1881-1960), veuve d’exploitant agricole, elle fait don d’une partie de ses biens à la commune et à la paroisse par l’intermédiaire de l’association diocésaine. C’est à l’emplacement de sa ferme, exploitée ensuite par M. Jean Michelet agriculteur, maire de 1965 à 1971, que sera installé le « Supermarché » (Rue Jeanne Porreaux).

- Haut – A
- B
- C
- D
- E
- F
- G
- H
- I
- J
- K
- L
- M
- N
- O
- P
- Q
- R
- S
- T
- U
- V
- W
- X
- Y
- Z

## T
- Robert Tourte (1895-1983) musicien et compositeur, professeur au Conservatoire National Supérieur de Musique, auteur de La grande méthode des instruments à percussions [7]. Il enseigna les percussions et la batterie militaire durant 20 ans et joua dans de prestigieux orchestres parisiens et à la musique de la Garde Républicaine. Ancien combattant des 2 guerres mondiales, Robert Tourte a reçu plusieurs distinctions honorifiques civiles et militaires, françaises et étrangères et est fait Chevalier de la Légion d’Honneur le 1er janvier 1966. Résidant à Guignicourt (Rue Robert Tourte).
- Jean Thouraud, maire de Guignicourt de 1971 à 1999 et directeur de l'entreprise de travaux Thouraud créé par son père en 1923 à Cormicy, acheté en 1993 par Tarmac, qui a transféré sa branche française en 2004 à Carillion BTP, renommé CARI en 2005 et acheté par le groupe Fayat en 2009 (Esplanade Jean Thouraud).